# Wereldkampioenschappen moderne vijfkamp 1951
De wereldkampioenschappen moderne vijfkamp 1951 werden gehouden in Helsingborg. Er stonden twee onderdelen op het programma alleen voor mannen. 

## Medailles

### Mannen
| Onderdeel   | Goud | Goud                                     | Zilver | Zilver                                   | Brons | Brons                                  |
| ----------- | ---- | ---------------------------------------- | ------ | ---------------------------------------- | ----- | -------------------------------------- |
| Individueel | SWE  | Lars Hall                                | FIN    | Lauri Vilkko                             | SWE   | Thorsten Lindquist                     |
| team        | SWE  | Lars Hall Thorsten Lindquist Sune Wehlin | FIN    | Viktor Platan Ville Taalika Lauri Vilkko | BRA   | Aloysio Alves Eduardo Leal Eric Tinoco |

### Medaillespiegel
| Plaats | Land     | Goud | Zilver | Brons | Totaal |
| 1      | Zweden   | 2    | 0      | 1     | 3      |
| 2      | Finland  | 0    | 2      | 0     | 2      |
| 3      | Brazilië | 0    | 0      | 1     | 1      |
| Totaal | Totaal   | 2    | 2      | 2     | 6      |